# Football Club Goa 2022-2023
Questa voce raccoglie le informazioni riguardanti il Goa nelle competizioni ufficiali della stagione 2022-2023.

## Organico

### Rosa
| N. |                    | Ruolo | Calciatore        |
| -- | ------------------ | ----- | ----------------- |
| 1  | India (bandiera)   | P     | Dheeraj Singh     |
| 2  | India (bandiera)   | D     | Sanson Pereira    |
| 4  | India (bandiera)   | D     | Anwar Ali         |
| 5  | Siria (bandiera)   | D     | Fares Arnaout     |
| 6  | India (bandiera)   | D     | Leander D’Cunha   |
| 7  | Marocco (bandiera) | A     | Noah Sadaoui      |
| 10 | India (bandiera)   | C     | Brandon Fernandes |
| 11 | India (bandiera)   | C     | Princeton Rebello |
| 13 | India (bandiera)   | P     | Arshdeep Singh    |
| 14 | India (bandiera)   | C     | Ayush Dev Chhetri |
| 16 | India (bandiera)   | C     | Phrangki Buam     |
| 18 | India (bandiera)   | D     | Nikhil Prabhu     |
| 19 | India (bandiera)   | C     | Makan Chote       |
| 20 | India (bandiera)   | D     | Seriton Fernandes |
| 21 | India (bandiera)   | D     | Saviour Gama      |

| N. |                   | Ruolo | Calciatore         |
| -- | ----------------- | ----- | ------------------ |
| 22 | India (bandiera)  | A     | Redeem Tlang       |
| 23 | Spagna (bandiera) | C     | Edu Bedia          |
| 24 | India (bandiera)  | C     | Lenny Rodrigues    |
| 25 | India (bandiera)  | C     | Glan Martins       |
| 27 | India (bandiera)  | D     | Aibanbha Dohling   |
| 28 | Spagna (bandiera) | C     | Hernán Santana     |
| 29 | India (bandiera)  | A     | Devendra Murgaokar |
| 34 | Spagna (bandiera) | A     | Iker Guarrotxena   |
| 42 | India (bandiera)  | C     | Brison Fernandes   |
| 43 | India (bandiera)  | D     | Lesly Rebello      |
| 44 | India (bandiera)  | C     | Muhammed Nemil     |
| 55 | India (bandiera)  | P     | Hrithik Tiwari     |
| 78 | India (bandiera)  | C     | Lalremruata HP     |
| 99 | Spagna (bandiera) | A     | Álvaro Vázquez     |

#### Altri giocatori
| N. |                  | Ruolo | Calciatore             |
| -- | ---------------- | ----- | ---------------------- |
|    | India (bandiera) | D     | Mohamed Ali            |
|    | India (bandiera) | D     | Lalhmangaihsanga Ralte |
|    | India (bandiera) | D     | Manushawn Fernandes    |

| N. |                   | Ruolo | Calciatore       |
| -- | ----------------- | ----- | ---------------- |
| 8  | Spagna (bandiera) | D     | Marc Valiente    |
|    | India (bandiera)  | C     | Nongdamba Naorem |
|    | India (bandiera)  | A     | Flan Gomes       |

### Staff tecnico
- Carlos Peña - Allenatore
- Gorka Azkorra - Vice allenatore
- Gouramangi Singh - Vice allenatore
- Eduard Carrera - Allenatore portieri
- Joel Donés - Preparatore atletico

## Calciomercato
| Acquisti | Acquisti               | Acquisti        | Acquisti      |
| R.       | Nome                   | da              | Modalità      |
| -------- | ---------------------- | --------------- | ------------- |
| P        | Arshdeep Singh         |                 | Svincolato    |
| P        | Hrithik Tiwari         |                 |               |
| P        | Dheeraj Singh          |                 |               |
| D        | Aibanbha Dohling       |                 |               |
| D        | Marc Valiente          |                 | Svincolato    |
| D        | Fares Arnaout          |                 | Svincolato    |
| D        | Anwar Ali              | Delhi           | Prestito      |
| D        | Sanson Pereira         |                 |               |
| D        | Leander D’Cunha        |                 |               |
| D        | Seriton Fernandes      |                 |               |
| D        | Saviour Gama           |                 |               |
| D        | Lesly Rebello          | FC Goa B        | Definitivo    |
| D        | Mohamed Ali            |                 |               |
| D        | Lalhmangaihsanga Ralte |                 |               |
| D        | Manushawn Fernandes    |                 |               |
| C        | Edu Bedia              |                 |               |
| C        | Phrangki Buam          | Mohammedan      | Fine prestito |
| C        | Ayush Dev Chhetri      | Aizawl          | Definitivo    |
| C        | Brandon Fernandes      |                 |               |
| C        | Princeton Rebello      |                 |               |
| C        | Makan Chote            |                 |               |
| C        | Glan Martins           |                 |               |
| C        | Brison Fernandes       |                 |               |
| C        | Muhammed Nemil         |                 |               |
| C        | Lalremruata HP         | FC Goa B        | Definitivo    |
| A        | Álvaro Vázquez         | Kerala Blasters | Definitivo    |
| A        | Redeem Tlang           | Odisha          | Fine prestito |
| A        | Flan Gomes             | Rajasthan Utd   | Fine prestito |
| A        | Iker Guarrotxena       |                 | Svincolato    |
| A        | Noah Sadaoui           | FAR Rabat       | Definitivo    |
| A        | Devendra Murgaokar     |                 |               |

| Cessioni | Cessioni                  | Cessioni    | Cessioni   |
| R.       | Nome                      | a           | Modalità   |
| -------- | ------------------------- | ----------- | ---------- |
| P        | Naveen Kumar              | East Bengal | Prestito   |
| D        | Dylan Fox                 |             | Svincolato |
| C        | Christy Davis             |             | Svincolato |
| C        | Alexander Romario Jesuraj |             | Svincolato |
| C        | Alberto Noguera           |             | Svincolato |
| C        | Amarjit Singh Kiyam       | East Bengal | Definitivo |
| C        | Danstan Fernandes         | Goa         | Definitivo |
| A        | Airam Cabrera             |             | Svincolato |

### Mercato invernale
| Acquisti | Acquisti        | Acquisti               | Acquisti   |
| R.       | Nome            | da                     | Modalità   |
| -------- | --------------- | ---------------------- | ---------- |
| D        | Nikhil Prabhu   | Odisha                 | Definitivo |
| C        | Lenny Rodrigues | ATK Mohun Bagan        | Definitivo |
| C        | Hernán Santana  | Shenzhen Xin Pengcheng | Definitivo |

| Cessioni | Cessioni               | Cessioni        | Cessioni   |
| R.       | Nome                   | a               | Modalità   |
| -------- | ---------------------- | --------------- | ---------- |
| D        | Lalhmangaihsanga Ralte | Kenkre          | Definitivo |
| C        | Phrangki Buam          | Real Kashmir    | Definitivo |
| C        | Glan Martins           | ATK Mohun Bagan | Definitivo |
| C        | Nongdamba Naorem       | ATK Mohun Bagan | Definitivo |
| C        | Princeton Rebello      | Odisha          | Definitivo |

## Risultati

### Indian Super League
| Arbitro: | Kundu H. |

|                          |           |                                      |
| Cleiton Silva 64’ (Rig.) | Marcatori | 8’ Brandon Fernandes 90+4’ Edu Bedia |

| Arbitro: | Banerjee M. |

|  |           |                                     |
|  | Marcatori | 10’ Redeem Tlang 90+2’ Noah Sadaoui |

| Arbitro: | Crystal J. |

|                    |           |  |
| Javier Siverio 10’ | Marcatori |  |

| Arbitro: | Banerji P. |

|                                                             |           |  |
| Iker Guarrotxena 2’ Noah Sadaoui 12’ Brison Fernandes 90+4’ | Marcatori |  |

| Arbitro: | Kumar Gupta R. |

|                                                                       |           |                  |
| Adrián Luna 42’ Dīmītrīs Diamantakos 45+1’ (Rig.) Ivan Kalyuzhnyi 52’ | Marcatori | 67’ Noah Sadaoui |

| Arbitro: | Venkatesh R. |

|                                                         |           |  |
| Aibanbha Dohling 50’ Fares Arnaout 76’ Noah Sadaoui 82’ | Marcatori |  |

| Arbitro: | Rowan A. |

|  |           |                         |
|  | Marcatori | 27’, 57’ Javi Hernández |

| Arbitro: | Mondal P. |

|                                                                           |           |                      |
| Jorge Pereyra Díaz 16’, 48’ Lallianzuala Chhangte 42’ Alberto Noguera 55’ | Marcatori | 22’ Iker Guarrotxena |

| Arbitro: | Crystal J. |

|                                                            |           |  |
| Brison Fernandes 74’ Noah Sadaoui 79’ Álvaro Vázquez 90+1’ | Marcatori |  |

| Arbitro: | Kanojia A. |

|                                    |           |                                |
| Edu Bedia 10’ Iker Guarrotxena 20’ | Marcatori | 90+4’ (Rig.) Wilmar Jordán Gil |

| Arbitro: | Bora U. |

|                                               |           |                           |
| Iker Guarrotxena 31’ (A.g.) Ishan Pandita 50’ | Marcatori | 38’, 89’ Iker Guarrotxena |

| Arbitro: | Kundu H. |

|                                      |           |               |
| Dimitri Petratos 9’ Hugo Boumous 53’ | Marcatori | 25’ Anwar Ali |

| Arbitro: | Banerji P. |

|                  |           |                                   |
| Redeem Tlang 54’ | Marcatori | 20’, 79’, 90’ Bartholomew Ogbeche |

| Arbitro: | John C. |

|                                           |           |                                           |
| Wilmar Jordán Gil 45+3’ (Rig.) 71’ (Rig.) | Marcatori | 31’ Edu Bedia 65’ (Rig.) Iker Guarrotxena |

| Arbitro: | Srikrishna C. |

|                                                               |           |                          |
| Iker Guarrotxena 33’ (Rig.) Noah Sadaoui 43’ Redeem Tlang 69’ | Marcatori | 51’ Dīmītrīs Diamantakos |

| Arbitro: | Mohamed J. |

|                                                      |           |                                   |
| Iker Guarrotxena 11’, 21’, 23’ Brandon Fernandes 53’ | Marcatori | 59’ V.P. Suhair 66’ Sarthak Golui |

| Arbitro: | Venkatesh R. |

|                    |           |                 |
| Diego Maurício 43’ | Marcatori | 2’ Noah Sadaoui |

| Arbitro: | Banerji P. |

|                                                            |           | |
| Noah Sadaoui 5’ Brandon Fernandes 42’ Brison Fernandes 84’ | Marcatori | 18’, 44’ Greg Stewart 40’ Jorge Pereyra Díaz 71’ (rig.) Lallianzuala Chhangte 77’ Vikram Pratap Singh |

| Arbitro: | Kanojia A. |

|                  |           |                                |
| Noah Sadaoui 48’ | Marcatori | 10’, 73’ (Rig.) Kwame Karikari |

| Arbitro: | Kundu H. |

|                                      |           |                      |
| Sivasakthi N 6’, 76’ Pablo Pérez 81’ | Marcatori | 33’ Iker Guarrotxena |

#### Andamento in campionato
| Giornata  | 1 | 2 | 3 | 4 | 5 | 6 | 7 | 8 | 9 | 10 | 11 | 12 | 13 | 14 | 15 | 16 | 17 | 18 | 19 | 20 | 21 | 22 |
| --------- | - | - | - | - | - | - | - | - | - | -- | -- | -- | -- | -- | -- | -- | -- | -- | -- | -- | -- | -- |
| Luogo     | X | T | T | T | C | T | C | C | T | C  | C  | T  | T  | C  | T  | C  | C  | X  | T  | C  | C  | T  |
| Risultato | X | V | V | P | V | P | V | P | P | V  | V  | N  | P  | P  | N  | V  | V  | X  | N  | P  | P  | P  |
| Posizione | 7 | 6 | 2 | 5 | 2 | 4 | 3 | 5 | 6 | 6  | 6  | 5  | 5  | 6  | 6  | 5  | 5  | 5  | 6  | 6  | 7  | 7  |

Legenda:

Luogo: C = Casa; T = Trasferta. Risultato: V = Vittoria; N = Pareggio; P = Sconfitta.

### Super Cup
| Arbitro: | I Jamal Mohamed |

|                                           |           |                                                                                             |
| Noah Sadaoui 6’, 70’ Iker Guarrotxena 61’ | Marcatori | 11’ Pratik Chowdhary 27’, 59’ Rafael Crivellaro 45+4’ (A.g.) Fares Arnaout 82’ Harry Sawyer |

| Arbitro: | Kundu H. |

|  |           |                      |
|  | Marcatori | 90’ Iker Guarrotxena |

| Arbitro: | Arumughan R. |

|  |           |                   |
|  | Marcatori | 89’ Fares Arnaout |

#### Andamento in coppa
| Giornata  | 1 | 2 | 3 |  |
| --------- | - | - | - |  |
| Luogo     | C | T | T |  |
| Risultato | P | V | V |  |
| Posizione | 3 | 3 | 2 |  |

Legenda:

Luogo: C = Casa; T = Trasferta. Risultato: V = Vittoria; N = Pareggio; P = Sconfitta.

### Durand Cup
| Arbitro: | Srikrishna C.R. |

|                                          |           |           |
| Charun Singh 48’ Rahman 85’ Joseph 90+4’ | Marcatori | 35’ Nemil |

| Arbitro: | Lakshay |

|          |           |  |
| Nemil 8’ | Marcatori |  |

| Arbitro: | Srikrishna CR |

|            |           |  |
| Halder 84’ | Marcatori |  |

| Arbitro: | Crystal J. |

|                            |           |                    |
| Chhetri 24’ Sivasakthi 26’ | Marcatori | 53’ Buam 64’ Lesly |

#### Andamento
| Giornata  | 1 | 2 | 3 | 4 | 5 |
| --------- | - | - | - | - | - |
| Luogo     | T | C | T | T | X |
| Risultato | P | V | P | N | X |
| Posizione | 5 | 3 | 3 | 3 | 4 |

Legenda:

Luogo: C = Casa; T = Trasferta. Risultato: V = Vittoria; N = Pareggio; P = Sconfitta.